# Reggiane Re.2001
Reggiane Re.2001 – włoski samolot myśliwski z okresu II wojny światowej, będący rozwinięciem samolotu Reggiane Re.2000.

## Historia
Reggiane Re.2001 powstał przez przebudowę Reggiane Re.2000 z którego wykorzystano skrzydła i usterzenie. Przekonstruowano kadłub, tak aby móc w nim zamontować silnik rzędowy zamiast, jak w Re.2000, silnik gwiazdowy. Napęd miała stanowić licencyjna wersja niemieckiego silnika Daimler-Benz DB-601A-1, produkowana przez Alfa Romeo. Uzbrojenie miało się składać z 2 wkm 12,7 mm umieszczonych w kadłubie nad silnikiem, z zapasem 800 naboi oraz 2 km 7,7 mm, w skrzydłach, z zapasem 1200 naboi. Pierwszy prototyp (MM409) został oblatany 9 czerwca 1940 roku. Podczas prób osiągnął on prędkość 563 km/h na 5500 m i wykazał się doskonałą zwrotnością. Rozwój samolotu uległ opóźnieniu o rok z uwagi na zgłoszony przez władze wojskowe wymóg umieszczenia w skrzydłach samouszczelniających się zbiorników paliwa. Wymagało to przeprojektowania konstrukcji skrzydła. Prace te zostały wykonane na drugim prototypie. Również na tej maszynie wprowadzono oszklenie kabiny pilota, jak w Reggiane Re.2002 Seria III, oraz zrezygnowano z chowanego kółka ogonowego na rzecz stałego. Do tego standardu podniesiono potem także pierwszy prototyp.
Pierwotnie, w październiku 1940 r. zamówiono 300 egzemplarzy, a dostawy miały się rozpocząć jeszcze w 1940 roku. Jednak z uwagi na wymaganie umieszczenia zbiorników paliwa w skrzydłach, pierwsze samoloty dostarczono dopiero w czerwcu 1941 roku. Produkcja Re.2001 posuwała się powoli. W 1941 roku zbudowano tylko 40 egzemplarzy, w 1942 – ponad 100, a resztę w 1943 roku. Łącznie wyprodukowano 252 egzemplarze.
Pierwsze 100 wybudowanych maszyn nosiło oznaczenie Re.2001 Serie I. Były to samoloty identyczne, jak drugi prototyp. 
Na początku 1941 roku, wykorzystując kadłub i ogon z pierwszego prototypu, zbudowano prototyp wersji Re.2001bis. W maszynie tej (MM538) zmieniono układ chłodzenia silnika, ponadto zrezygnowano z zewnętrznych chłodnic. Wbudowano je za to w skrzydła, umieszczając wloty w krawędziach natarcia. Testy wykazały, że maszyna jest szybsza niż wersje seryjne, osiągnęła bowiem prędkość 600 km/h, na wysokości 6000 m. Jednakże nie podjęto produkcji tak zmodyfikowanej maszyny. Prototyp ten z powrotem przebudowano do klasycznej postaci.
W 1942 roku zbudowano 39 egzemplarzy wersji myśliwsko-bombowej Re.2001 CB, która oprócz uzbrojenia strzeleckiego, mogła też przenosić bomby 100 kg, 160 kg lub 250 kg.
Na części wyprodukowanych Re.2001 zamontowano hak do lądowania. Mogły one również przenosić torpedę lub bomby o wadze do 600 kg. Były oznaczane jako Re.2001 OR i kierowane do stacjonowania na budowanych lotniskowcach. Planowano zbudować 50 egzemplarzy tej wersji, ale ostatecznie powstało ich tylko 14. Zostały potem przebudowane do wersji naziemnej i wykorzystane w walkach.
Jeden egzemplarz Re.2001 OR, w czerwcu 1943 roku, przebudowano do wersji Re.2001 G. Była to eksperymentalna wersja torpedowa, o przedłużonym ogonie, uzbrojona w 2 działka kal. 20 mm, zdolna przenosić torpedę o wadze do 600 kg.
Re.2001 GV to eksperymentalna wersja myśliwsko-bombowa, która miała być używana do atakowania z lotu nurkowego lotniskowców. Wzmocniono w niej kadłub, tak aby mogła przenosić bomby o masie do 640 kg. Modyfikowano też kontrolę napędu, manetkę gazu i kąta ustawienia śmigła. Podczas testów w locie nurkowym, z pułapu 6000 m do 2000 m (pod kątem 70 stopni) osiągnięto prędkość 950 km/h, nie notując uszkodzeń samolotu. Zbudowano jedynie kilka egzemplarzy tej wersji.
Powstała też wersja Re.2001 CN, jako nocny myśliwiec, wyposażony w tłumiki płomieni na rurach wydechowych, uzbrojona w 2 działka kal. 20 mm, umieszczone w gondolach pod skrzydłami, bez karabinów maszynowych. Z uwagi na trudności w dostawie działek wiele egzemplarzy zachowało klasyczną wersję uzbrojenia, czyli kaemy 2 x 12,7 mm i 2 x 7,7 mm. CN mogła też przenosić do 640 kg bomb a w ostatnich egzemplarzach również dodatkowy zbiornik paliwa. Zamówiono 50 egzemplarzy tej wersji, jednak wyprodukowano tylko 34.
W fazie prototypów pozostały wersje niszczyciela czołgów Re.2001H, a także wersja zdolna do przenoszenia torped Re.2001G.
W warunkach polowych na niektórych maszynach Re.2001 montowano aparaty fotograficzne i wykorzystywano je do zadań rozpoznania fotograficznego. 
Z uwagi na problemy z dostawami licencyjnych silników powstała wersja Re.2001 Delta, która była napędzana rodzimym silnikiem Isotta-Fraschini Delta RC 16/48 o mocy jedynie 840 KM. Zbudowano jeden prototyp, oblatany 12 września 1942 roku. Podczas prób osiągnięto prędkość 523 km/h na wysokości 5600 m, czas wznoszenia na 3000 m wynosił 4 min 11 sek. a na 6000 m – 10 min 30 sek. 27 stycznia 1943, podczas lotu wybuchł silnik i prototyp uległ zniszczeniu. Pierwotnie planowano zamówienie 100 egzemplarzy tej wersji, ale zamówienie odwołano.

## Użycie
Do służby Regia Aeronautica Re.2001 weszły pod koniec 1941 roku. Od maja 1942 roku brały udział w atakach na Maltę. 12 sierpnia 1942 roku dwie maszyny Re.2001 GV, eskortowane przez Re.2001, każda z jedną bomba po 640 kg wzięły udział w ataku na HMS „Victorious” podczas Operacji Pedestal.
Pod koniec 1943 roku Re.2001 były wykorzystywane do obrony północnych i środkowych Włoch.